# بونوا
بونوا (به لاتین: Bunovo) یک منطقهٔ مسکونی در بلغارستان است که در شهرستان کیوستندیل واقع شده‌است.